# Ajalon
Gli Ajalon sono un gruppo musicale rock progressivo statunitense, fondato da Randy George nel 1994.

## Storia del gruppo
Costituitosi nello stato di Washington, è sempre stato composto dagli stessi tre membri: Randy George, Dan Lile, Wil Henderson. 
Quest'ultimo, cantante e paroliere, suona anche il basso, la chitarra e il flauto, Randy George suona il basso e al chitarra, mentre Dan Lile la batteria e le percussioni. 
L'album di debutto della band  viene pubblicato nel 1996 si intitola "Light at the End of the Tunnel", mentre il secondo album è del 2005.

## Formazione

### Formazione attuale
- Wil Henderson - voce, chitarra, basso, flauto
- Randy George - basso
- Dan Lile - batteria

## Discografia

### Album
- 1996 - Light at the End of the Tunnel
- 2005 - On the Threeshold of the Eternity
- 2009 - This Good Place